# Signorina Silvani
La signorina Silvani è un personaggio letterario e cinematografico ideato da Paolo Villaggio nella serie incentrata sulle avventure del ragionier Ugo Fantozzi.

## Caratteristiche
La signorina Silvani, il cui nome di battesimo non viene mai rivelato, è una giovane collega di Fantozzi, di cui il ragioniere è perennemente innamorato. La Silvani, comprendendo l'infatuazione di Fantozzi, non la ricambia ma la sfrutta per ottenere vari favori, consapevole che il ragioniere, pur di entrare nelle sue grazie, non oserebbe mai rifiutarle nulla. 
Rappresenta in qualche modo lo stereotipo della donna oggettivamente non bellissima, ma considerata meravigliosa da chi si trova continuamente ad averci a che fare e non riesce a permettersi di meglio (come in questo caso, ovviamente, accade a Fantozzi).
Nella rappresentazione cinematografica è stata interpretata dall'attrice Anna Mazzamauro. La signorina Silvani è presente nell'intera serie di film, tranne che in Fantozzi contro tutti e Superfantozzi.
Nei primi film il carattere della Silvani è moderato, calmo e posato e il suo modo di parlare è piuttosto pacato e raffinato. Negli anni a venire invece la Silvani diventerà sempre più acida, irascibile e volgare e assumerà una parlata marcatamente romanesca, assente nelle prime pellicole, malcelata da una finta raffinatezza.

## Storia

Fantozzi con la signorina Silvani in viaggio verso Capri, ne Il secondo tragico Fantozzi

La signorina Silvani compare in otto delle dieci pellicole dedicate al ragionier Fantozzi.
- Nel primo film della saga, Fantozzi prima tenta di invitarla a colazione dopo un funerale e finisce brutalmente picchiato da tre individui decisamente poco raccomandabili, a cui aveva tagliato la strada in auto dopo che, sentendo la Silvani accettare l'invito, si era distratto dalla guida, e la donna aveva insultato i tre; in seguito riesce a invitarla a cena in un ristorante giapponese, dove però incappa in un equivoco dialogando con il cameriere orientale e finisce per far cucinare l'adorato cane della collega. Per farsi perdonare, Fantozzi si trova costretto dalla Silvani ad andare con lei e il geometra Calboni a Courmayeur, e durante il viaggio la donna si dimostra innamorata del volgare collega (il quale racconta bugie così mostruose da far nascere in Fantozzi delle allucinazioni competitive). In quell'occasione si presenta alla contessina Serbelloni Mazzanti Viendalmare come "ragioniera Silvani": è l'unica occasione in cui si viene a sapere il suo titolo di studio e la sua possibile mansione sul posto di lavoro.

- Ne Il secondo tragico Fantozzi, la Silvani si è sposata con Calboni, che tuttavia la tradisce ripetutamente, al punto che lei dichiara di volerlo lasciare. Fantozzi quindi si convince a corteggiarla nuovamente e lei accetta di andare insieme al protagonista in luna di miele a Capri: dopo una serie di tragicomiche avventure, la Silvani rifiuterà nuovamente il povero ragioniere e anzi perdonerà Calboni, tornando insieme a lui.

- In Fantozzi subisce ancora la signorina Silvani, nuovamente single, partecipa come concorrente a un programma televisivo e vince un camper. A seguito di ciò il ragionier Filini decide di organizzare una vacanza in comitiva degli impiegati; qui la donna si innamora di Franco, che soprannomina Franchino, un vagabondo autostoppista obeso, peloso e puzzolente incontrato durante il viaggio, suscitando la gelosia di Fantozzi, che viene anche umiliato da Franchino con delle domande di cultura generale.

- In Fantozzi va in pensione, la Silvani è da poco andata in pensione ed è caduta in depressione a causa della sua solitudine, pur mostrandosi pubblicamente felice.

- In Fantozzi alla riscossa, dopo il divorzio tra Fantozzi e la moglie Pina, il ragioniere cerca di riallacciare i rapporti con la Silvani, che accetta perché ancora più disperata di lui: i due acquistano una villa in una zona sperduta di campagna (dietro suggerimento di Filini), ma l'esperienza si dimostra essere ancor più deludente.

- In Fantozzi in paradiso la Silvani viene raggiunta da Pina in una bisca mentre sta facendo scommesse sulle corse di cavalli; si intuisce che è oberata da debiti di gioco e minacciata da strozzini. Pina la convince, in cambio di denaro e gioielli, ad avere un rapporto sessuale con il marito, che crede in fin di vita, allo scopo di soddisfare il più grande desiderio di sempre del ragioniere: sarà l'unica volta in assoluto che la Silvani si concederà a Fantozzi, in un albergo a Cortina.[2]

- Nell'episodio successivo Fantozzi - Il ritorno la signorina Silvani cerca il ragionier Fantozzi e gli dice di essere rimasta incinta di lui, nonostante siano passati quasi tre anni dal loro unico rapporto sessuale. Fantozzi ci casca e acconsente alla richiesta di darle cinque milioni di lire per il mantenimento del neonato, che in realtà la Silvani userà per un intervento di mastoplastica.[3]

- In Fantozzi 2000 - La clonazione la signorina Silvani ha diversi debiti e per farvi fronte convive con Fantozzi, in quanto crede che il ragioniere abbia vinto al superenalotto. Dopo avergli fatto firmare numerose cambiali per l'acquisto di gioielli e case, la Silvani scopre che in realtà Fantozzi non ha vinto nulla e lo abbandona.

## Filmografia
- Fantozzi (1975)
- Il secondo tragico Fantozzi (1976)
- Fantozzi subisce ancora (1983)
- Fantozzi va in pensione (1988)
- Fantozzi alla riscossa (1990)
- Fantozzi in paradiso (1993)
- Fantozzi - Il ritorno (1996)
- Fantozzi 2000 - La clonazione (1999)